# Евклідова квантова гравітація
Евклі́дова ква́нтова гравіта́ція — одна зі спроб побудувати квантову теорію гравітації.

## Формулювання
Евклідова квантова гравітація сформульована на основі квантової теорії поля. Многовиди, що використовуються в цьому формулюванні, укладаються в чотиривимірний ріманів многовид, а не у псевдоріманові многовиди. Передбачається також, що за використання такого формулювання многовид компактний і не містить сингулярних розв'язків. Евклідову квантову гравітацію формулюють у вигляді функціонального інтеграла за метричним тензором, який є за подальшого розгляду квантовим полем:
{\displaystyle \int {\mathcal {D}}\mathbf {g} \,{\mathcal {D}}\phi \,\exp \left(-\int d^{4}x{\sqrt {|\mathbf {g} |}}(R+{\mathcal {L}}_{\mathrm {matter} })\right).}